# Merav Doster
Merav Doster (* 1976 in Israel) ist eine israelische Drehbuchautorin.

## Leben
Gleich mit dem ersten Film, der nach ihrem Drehbuch realisiert worden war, konnte Doster sehr erfolgreich debütieren. 2009 wurde auf den internationalen Filmfestspielen in Cannes der Film „Eyes wide open“ für Un Certain Regard wie auch für die Caméra d’Or nominiert.
Doster lebt derzeit (2013) in Tel Aviv.

## Filmographie
- 2009 – Haim Tabakman (Regie): Du sollst nicht lieben